# フロンタウン・さぎぬま
フロンタウンさぎぬまは、神奈川県川崎市宮前区土橋にあるフットサル用の施設。

## 歴史
- 1968年、鷺沼プールが開場。
- 2002年、鷺沼プールが閉鎖。
- 2006年3月17日、竣工式を開催。
- 4月1日、一般客の利用が開始。
- 6月3日、カッパーク鷺沼の開場イベントが開催。
- 2007年3月7日、AFCチャンピオンズリーググループリーグ、アレマ・マラン－川崎フロンターレ戦の観戦会を開催。

## 施設
同施設は川崎市水道局が運営する鷺沼配水池の上部、かつての鷺沼プールの跡地に整備されたカッパーク鷺沼の一部として、川崎市立土橋小学校や公園などとともに川崎市により建設された。市内をホームタウンとする川崎フロンターレへ指定管理者として運営が委託され、名称にフロンターレにちなんだ「フロンタウン」が冠せられている施設。
5697m2の敷地内ではフットサルコート6面が同時に利用可能で関東地方で最大級と称している。フィールドターフと呼ばれる最新式の人工芝が敷かれて照明設備により、夜間での利用も可能である。通常の広さのサッカーは出来ないが1回り狭い状態でのミニゲームは可能である。隣接地に整備されたクラブハウスは省エネルギー、周辺環境、バリアフリーへの配慮なども行う最先端の施設とされており、隣接する市営のふれあい広場との一体性も重視している。
フロンターレは同施設の運営受託で市内での新たな活動拠点を確保してJリーグが掲げる「地域密着」理念に沿った活動が可能となった。そのため、フットサル以外のイベントもクラブハウスを利用して行っている。一方、川崎市は維持、管理費を節減して市民に対して専門知識を持つスタッフによる指導を提供できるようになった。また、フットサル以外でも市民の健康維持を目的としたウォーキング、体操教室が開催されている。

## 交通
- 電車
  - 東急田園都市線「鷺沼駅」から約300m
- 自動車、バイク
  - 東名高速道路「東名川崎IC」から約1.5 km